# Avenches
Avenches (franskt uttal: [avɑ̃ʃ]
 ( lyssna), äldre tyskt namn: Wiflisburg) är en ort och kommun i distriktet Broye-Vully i kantonen Vaud i Schweiz. Kommunen har 4 843 invånare (2023).
Den 1 juli 2006 utökades kommunen genom inkorporering av Donatyre och 1 juli 2011 inkorporerades Oleyres.

## Läge och stadsbild
Avenches ligger på en kulle på slätten söder om Murtensjön. Staden har flera byggnadsminnen från romartiden, bland annat en amfiteater med plats för 12 000 åskådare, rester av ringmuren och termerna. Dessutom finns medeltida murar och ett slott. 

## Historia
Det romerska Aventicum var under 1:a och 2:a århundradena e.Kr. huvudstad i Helvetien. Orten anlades vid en trafikknut med vägförbindelser till Sankt Bernhardspasset, Augusta Raurica (numera Augst) och Vindonissa (numera Windisch) liksom båttrafik norrut. Kejsar Vespasianus upphöjde staden till koloni runt år 70. Den hade ca. 20 000 invånare och omgavs av en 6 km lång mur. 260 och 354 förstördes staden av allemanner. 
Staden blev senare biskopssäte, men detta flyttades 594 till Lausanne. 1536 kom orten under Berns inflytande. 
Sedan 1885 genomförs systematiska utgrävningar

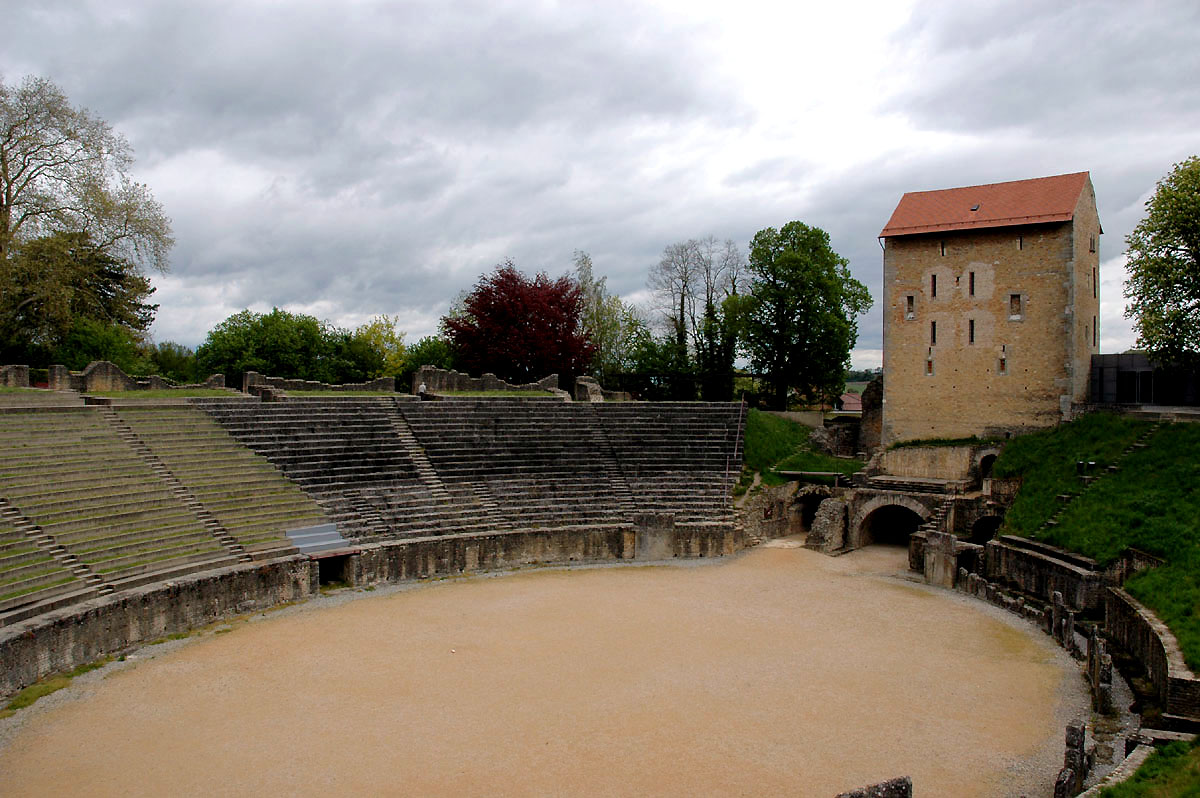
Amfiteatern